# Lampetis derosa
Lampetis derosa es una especie de escarabajo del género Lampetis, familia Buprestidae. Fue descrita científicamente por Gory en 1840.